# Myosotis incrassata
Myosotis incrassata är en strävbladig växtart som beskrevs av Giovanni Gussone. Myosotis incrassata ingår i släktet förgätmigejer, och familjen strävbladiga växter. Inga underarter finns listade i Catalogue of Life.